# Giovanni Galeati
Giovanni Galeati (Castel Bolognese, 1901. február 18. – Bologna, 1959. január 7.) olasz nemzetközi labdarúgó-játékvezető.

## Pályafutása

### Labdarúgóként
Castel Bolognese helyiség labdarúgó csapatánál gyermekként, 1913-tól tanulta meg a labdarúgás alapismereteit. 1916-ban apja halálát követően Bolognába költöztek, ahol az AC Bolognában játszott. A  katonai szolgálata alatt az Internaplest egyesületben egy bajnoki szezont játszott.  Mario Santandrea dr., aki  Bolognában vezetett mérkőzéseket, azt tapasztalta, hogy Galeati rendre kritikával él a játékvezetői döntés ellen. Egy alkalommal felhívta a játékos figyelmét, hogy érdemes lenne tanulmányoznia a játékszabályokat, mert akkor maga is tudná mit szabad és mit nem. 1928-ban egy térdsérülés után befejezte a futballozást és bátyját követve, aki játékvezető volt, maga is jelentkezett bírónak.

### Labdarúgó-játékvezetőként

#### Nemzeti játékvezetés
1928-ban vizsgázott. 1935-ben lett a Serie-A  játékvezetője.  Szakmai munkájának elismeréseként az olasz sajtó a „fütyülés hercege” címmel tisztelte meg. A nemzeti játékvezetéstől 1958-ban búcsúzott el. Első ligás mérkőzéseinek száma: 208. 2009-ben az olasz örök ranglistán a 9. helyet foglalja el a legtöbb bajnoki mérkőzés irányítójaként.
| Időpont           | Helyszín                       | Mérkőzés típusa        | Mérkőzés       | Eredmény |
| ----------------- | ------------------------------ | ---------------------- | -------------- | -------- |
| 1935. október 20. | Luigi Ferraris Stadion, Genova | első Serie A mérkőzése | Genoa CFC–Bari | 2 : 1    |

#### Nemzeti kupamérkőzések
Vezetett kupadöntők száma: 1.

##### Olasz labdarúgókupa
| Időpont          | Helyszín                 | Mérkőzés típusa        | Mérkőzés             | Eredmény |
| ---------------- | ------------------------ | ---------------------- | -------------------- | -------- |
| 1942. június 28. | Olimpiai Stadion, Torino | döntő második mérkőzés | Juventus FC–AC Milan | 4 – 1    |

#### Nemzetközi játékvezetés
Az Olasz labdarúgó-szövetség  Játékvezető Bizottsága (JB) terjesztette fel nemzetközi játékvezetőnek, a Nemzetközi Labdarúgó-szövetség (FIFA) 1946-tól tartotta nyilván bírói keretében. Több nemzetek közötti válogatott és klubmérkőzést vezetett, vagy működő társának partbíróként segített. Az 1950-es világbajnokságot követően 1951-ben a FIFA JB a Brazil labdarúgó-szövetség felkérésre visszaküldte Dél-Amerikába, hogy szakmailag segítse a brazil játékvezetők fejlődését. Az olasz nemzetközi játékvezetők rangsorában, a világbajnokság-Európa-bajnokság sorrendjében többedmagával a 22. helyet foglalja el 5 találkozó szolgálatával. Az aktív nemzetközi játékvezetéstől 1951-ben búcsúzott. Válogatott mérkőzéseinek száma: 22.

#### Labdarúgó-világbajnokság
A világbajnoki döntőhöz vezető úton Brazíliába a IV., az 1950-es labdarúgó-világbajnokságra a FIFA JB bíróként alkalmazta. A FIFA JB elvárásának megfelelően, ha nem vezetett, akkor valamelyik működő társának segített partbíróként. A Jugoszlávia–Svájc találkozó előtti játéktér bejáráskor megállapította, hogy nincsenek sarokzászlók (szabályi előírás: sarokzászlók nélkül nem lehet mérkőzést tartani), valamint több nézőtéri széksor is belóg a játékteret határoló szalagok mögé. Felkészültségének elismeréseként az angol George Reader bírótársával közösen 3-3 mérkőzésen lehetett vezető bíró. Világbajnokságon vezetett mérkőzéseinek száma: 3 + 1 (partbíró).

##### 1950-es labdarúgó-világbajnokság

###### Selejtező mérkőzés
| Időpont             | Helyszín                 | Mérkőzés típusa                             | Mérkőzés                  | Eredmény | Nézők száma |
| ------------------- | ------------------------ | ------------------------------------------- | ------------------------- | -------- | ----------- |
| 1949. augusztus 21. | JNA Stadion, Belgrád     | előselejtező (3. csoport)                   | Jugoszlávia–Izrael        | 6 : 0    | 35 000      |
| 1949. december 11.  | G.Berta Stadion, Firenze | előselejtező (3. csoportdöntő, 2. mérkőzés) | Jugoszlávia–Franciaország | 2 : 3    | 25 000      |

###### Világbajnoki mérkőzés
| Időpont          | Helyszín                                 | Mérkőzés típusa              | Mérkőzés             | Eredmény | Nézők száma |
| ---------------- | ---------------------------------------- | ---------------------------- | -------------------- | -------- | ----------- |
| 1950. június 25. | Sete de Setembro Stadion, Belo Horizonte | csoportmérkőzés (A. csoport) | Jugoszlávia–Svájc    | 3 : 0    | 8 000       |
| 1950. július 2.  | Maracaná Stadion, Rio de Janeiro         | csoportmérkőzés (B. csoport) | Spanyolország–Anglia | 1 : 0    | 74000       |
| 1950. július 13. | Pacaembu Stadion, São Paulo              | csoportgyőztes körmérkőzés   | Uruguay–Svédország   | 3 : 2    | 8 000       |

#### A magyar labdarúgó-válogatott mérkőzései (1902–1929)
| Időpont              | Helyszín     | Mérkőzés típusa                                      | Mérkőzés              | Eredmény | Nézők száma |
| -------------------- | ------------ | ---------------------------------------------------- | --------------------- | -------- | ----------- |
| 1947. szeptember 14. | Práter, Bécs | 256. válogatott mérkőzés (első nemzetközi mérkőzése) | Ausztria–Magyarország | 4 : 3    | 60 000      |

## Sikerei, díjai
1942-ben az Olasz Labdarúgó-szövetség Játékvezető Bizottsága (JB) a játékvezetők elismerése céljából alapított Giovanni Mauro kitüntető címet érdemelte ki.